# Сесилия Пейн-Гапошкин
Сесилия Хелена Пейн-Гапошкин (10 май 1900 г. – 7 декември 1979 г.) е британска и американска астрономка и астрофизичка, известна с теорията за химическия състав на звездите, според която те се състоят главно от водород и хелий, която тя излага през 1925 г. в своята докторска дисертация.

## Ранен живот
Сесилия Хелена Пейн е едно от трите деца на Ема Леонора Хелена (по баща Перц) и Едуард Джон Пейн, адвокат в Лондон, историк и музикант. Майка ѝ е от пруски произход. Чичовците ѝ са Георг Хайнрих Перц, историк, и Джеймс Джон Гарт Уилкинсон, сведенборгиански писател. Бащата на Сесилия умира, когато тя е на четири години, и майка ѝ отглежда сама децата си. 
Тя учи в моминското училище Сейнт Пол. През 1919 г. спечелва стипендия за Нюнхем колидж, в Кеймбриджкия университет, където следва курсове по ботаника, физика и химия. Там тя посещава лекция на Артър Едингтън, който разказва за своята експедиция на Принсипи от 1919 г., в Гвинейския залив, край западното крайбрежие на Африка, където участниците наблюдават пълното слънчево затъмнение, и снимат звезди, близо до слънчевия лимб, за да проверят ефекта на гравитационната леща, предвиден от общата теория на относителността на Айнщайн. Това разпалва нейния интерес към астрономията. За преживяванията си от лекцията тя казва: „Резултатът бе пълна промяна на представата ми за света. Тази представа бе така разклатена, че аз претърпях нещо като нервен срив.“ Тя завършва образованието си, но не получава диплома, понеже е жена. Кеймбридж не издава дипломи на жени до 1948 г.
Пейн разбира, че единствената възможност за нея в Обединеното кралство е да стане учител. Затова тя започва да търси стипендии, които да ѝ помогнат да се премести в Съединените щати. Тя се запознава с Харлоу Шапли, който открива докторска програма по астрономия в обсерваторията на Харвардския университет, и се премества в Съединените щати през 1923 г. Това става възможно благодарение на стипендия за насърчаване на жени да учат астрономия. Пейн е втората стипендиантка на тази програма, след Аделаида Еймс (1922 г.)

## Докторат
Шапли убеждава Пейн да започне докторска дисертация. Така, през 1925 г. тя става първият човек с докторат по астрономия от Радклиф колидж (сега част от Харвард). Темата на дисертацията ѝ е „Звездни атмосфери.“  По думите на Ото Струве и Мелта Зеберг това е „без съмнение, най-брилятната докторска дисертация по астрономия писана някога.“ 
Пейн установява зависимост между спектралните класове на звездите с техните температури, която следва от уравнението на Саха. Тя доказва, че голямото изобилие от абсорбционни линии се дължи на различни йонизации, а не на различни изобилия на елементите. Тя открива, че силиций, въглерод, и други метали в слънчевия спектър, имат изобилия, подобни на изобилията, които имат на Земята (в съответствие с приетите в онова време теории, според които звездите имат подобен на Земята химически състав), но водородът и хелият са няколко порядъка по-изобилни, особено водородът (милион пъти по-изобилен на Слънцето, отколкото на Земята.) Така, със своята дисертация тя установява, че водородът е основния съставен елемент на звездите, и съответно на Вселената.
Когато Пейн предава дисертацията си за рецензия, Хенри Норис Ръсел я разубеждава да представи заключението, че Слънцето е съставено главно от водород и хелий, понеже това противоречи на тогавашните общоприети разбирания. В резултат, тя описва откритията си като погрешни. Четири години по-късно, Ръсел разбира, че Пейн е права, след като достига до същия резултат, с други средства. Той признава авторството на Пейн над това откритие в кратката статия, която публикува, но често той е цитиран за откритието, направено първо от Пейн.

## Кариера
След като защитава дисертацията си, Пейн изучава ярките звезди, с цел да изучи структурата на Млечния път. По-късно прави обзор на всички звезди, по-ярки от 10 звездна величина. Изследва променливи звезди, като прави над 1 250 000 наблюдения със своите асистенти. По-късно, прилага същите методи при изследване на Магелановите облаци, за които прави над 2 000 000 нови наблюдения на променливи звезди. Използва тези данни, за да определи трекове на звездна еволюция. Публикува резултатите във втората си книга, Ярки звезди (1930 г.) Наблюденията и анализите ѝ, част от които с нейния съпруг Сергей Гапошкин, полагат основата на всички по-нататъшни изследвания в областта на променливите звезди.
Пейн-Гапошкин се занимава с научна работа до края на живота си, като прекарва цялата си научна кариера в Харвард. Първоначално, тя не е на официална позиция като астрономка, а е технически асистент на Шапли от 1927 г. до 1938 г. Обисляла е да напусне Харвард, заради ниския статус и лошата заплата. Шапли полага усилия да подобри позицията ѝ, и през 1938 г. тя получава позиция като астрономка. През 1943 г. е избрана за член на Американската академия за изкуства и науки. Нито един от курсовете, които тя води в Харвард преди 1945 г., не се споменават в каталога от курсове на университета.
Когато Доналд Мензел става директор на обсерваторията на Харвардския колеж през 1954 г., той съдейства за повишаването ѝ, и през 1956 г. тя стана първата жена на пълна професорска позиция Харвардския факултет по изкуства и науки. По-късно тя става ръководител на Астрономическия катедра, с което тя става първата жена, ръководител на катедра в Харвард.
Сред нейните възпитаници са Хелън Сойер Хог, Джоузеф Ашбрук, Франк Дрейк и Поб Ходж, които всички правят значителни приноси в астрономията. Тя ръководи и дисертацията на Франк Камени, който бива уволнен заради хомосексуалността си и става известен защитник на гей правата.
Пейн-Гапошкин се оттегля от активна преподавателска дейност през 1966 г., след което става почетен професор в Харвард. . Тя продължава научната си работа в Смитсонианската астрофизическа обсерватория, и в продължение на 20 години е редактор на журнали и книги в Харвардската обсерватория 

## Влияние над жени-учени
Според Кас-Симон и Патриция Фарнс, кариерата на Пейн се превръща в повратна точка в историята на Харвардската обсерватория. Макар и под ръководството на Шапли и Шеридан (ментор на Гапошкин, по нейни думи), Харвардската обсерватория да е предлагала на жените, повече отколкото много други институции са правили за времето си, с личности като Уилямина Флеминг, Антониа Мори, Ани Джъмп Кенън, и Хенриета Ливит, именно с кариерата на Пейн-Гапошкин се смята, че жените навлизат в мейнстрийма на астрофизиката.
Следата, която тя оставя в доминираната от мъже област, вдъхновява мнозина. Тя става пример за подражание на астрофизичката Джоан Файнман. Майката и бабата на Файнман се опитват да я разубедят да следва физика, понеже жените не били физически способни да разберат научните понятия. Именно Пейн-Гапошкин вдъхновява Файнман, със своя учебник по астрономия.

## Личен живот
Докато е в училище, Пейн замисля и реализира експеримент по ефикасност на молитвата, с изследване на група молещи се и контролна група. По-късно, тя се самоопределя като агностик.
През 1931 г., Пейн става американска гражданка. На обиколка из Европа през 1933 г., тя се запознава с немския астрофизик от руски произход Сергей Гапошкин в Германия. Тя му помога да получи американска виза и през март 1934 г. те сключват брак в Лексингтън, щата Масачузетс, в близост до Харвардския университет. Раждат им се три деца, Едуард, Катрин и Питър. Тя и нейното семейство са  членове на Унитарианската църква, където тя преподава в неделното училище. Била е и активна с квакерите.
По-малкият ѝ брат Хъмфри Пейн, археолог, става директор на Британското училище по археология в Атина.

## Отличия
Награди
- Избрана за член на Кралското астрономическо дружество още по време на следването си в Кеймбридж – 1923 г.
- Първи носител на наградата Ани Джъмп Кенън (1934 г.) – първият получател
- Член на Американското философско общество (1936 г.)
- Член на Американската академия за изкуства и науки (1943 г.)
- Почетен професор в Харвардския университет – 1967 г.
- Титуляр на катедра „Хенри Норис Ръсел“ в Американското астрономическо дружество – 1976 г.
- Диплома от Радклиф колидж - 1952 г.
- Медал Ритенхаус от Франклинския институт през 1961 г.[24]
- Почетни дипломи от Университета Рутгерс, Уилсън колидж, Смит колидж, Уест колидж, Колби колидж, и Женския медицински колеж в Пенсилвания.
- Астероидът 2039 Пейн-Гапошкин е наречен на нейно име.[25]